# 大里桃子
大里 桃子（おおさと ももこ、1998年8月10日 - ）は、熊本県玉名郡南関町出身の日本の女子プロゴルファーである。所属は伊藤園。黄金世代の実力派女子と名高い。

## 経歴
南関町立南関第一小学校、南関町立南関中学校を経て熊本国府高等学校卒業。
8歳から父のコーチの元でゴルフを始め、それ以外にも水泳、バスケットボール、陸上競技などを経験。特技はピアノでした。
小学生のころからゴルフ競技会に参加しており、熊本県や九州地区のジュニア大会で優勝経験がある（詳細後述）。
2014年、熊本国府高等学校時代には同級生の田中瑞希と共に1年次から「全国高等学校ゴルフ選手権大会」出場し、立浦葉由乃・松田鈴英を擁した福井工大福井、篠原真里亜・三ヶ島伽奈を擁した沖学園等を抑え女子団体戦で優勝。しかし2年次の2015年は渋野日向子を擁した作陽高と優勝を争ったが団体準優勝に終わった。3年次の2016年は稲見萌寧・西畑萌香・臼井麗香らを擁した日本ウェルネス高、安田祐香・古江彩佳らを擁した滝川二高等を抑えて2年ぶりの団体優勝を果たした。
2017年5月にアマチュアとして出場した日本女子プロゴルフ協会（LPGA）ツアー「中京テレビ・ブリヂストンレディスオープン」においてローアマチュアを獲得。また同年7月にはLPGA最終プロテストに進出したが、1打及ばず不合格に終わる。しかしながら同年12月のLPGAファイナルクォリファイングトーナメントを16位で通過したことにより、翌2018年前半のツアー競技に出場する権利を得た（TP単年登録者として2018年のLPGA最終プロテストまでにツアー競技20試合に出場した）。
2018年7月に挑んだLPGA最終プロテストを3位で合格、LPGA90期生となる。同年8月12日軽井沢72ゴルフ北コース（長野県）で開催された「NEC軽井沢72ゴルフトーナメント」最終日3番ホールでホールインワンを達成。翌週大箱根カントリークラブ（神奈川県）で開催された「CAT Ladies」においてツアー初優勝、これはプロテスト合格後23日目での出来事であり1988年ツアー制度施行後の最短日数となった。2018年度の年間獲得賞金ランキング（賞金ランク）49位で自身初のシード入り、同年12月に発表されたLPGAアワードにおいて「敢闘賞」を受賞した。
2019年より伊藤園所属となる。最終的に賞金ランクで自身最高位となる38位で2年連続のシード入りを果たした。
2021年は前年と同一シーズン扱いとなる。パナソニックオープンレディースでは首位と2打差で迎えた最終日を73とスコアを落としたものの、同じ熊本県出身、名前も同じと縁の深い上田桃子と自身初のプレーオフにもつれ込んだ。2ホール目でティーショットをミスしてバンカーに。2打目を寄せきれず、優勝は叶わなかった。その翌週のワールドレディスチャンピオンシップでも優勝争いを展開して勝者の西村優菜に次いで2位となった後、ほけんの窓口レディースでは悪天候の影響で36ホールの短縮競技となる中、最終日では一時はささきしょうこに1打リードを許した最終18番ホールでバーディーを奪って追いつきプレーオフに持ち込むと、ささきとのプレーオフでは3ホール目でバーディーを奪って2018年以来2年9ヶ月ぶりとなるツアー2勝目を挙げた。
2023年シーズンはショットの不調に苦しみ、35試合で1桁順位は1度だけで23試合が予選落ち。メルセデスランク86位でシードも失うが、オフのスイング改造で、持ち球をドローからフェードに変えたことで「不安がなくなった」と手応えをつかんでいた。
QT8位で迎えた2024年シーズンでは「宮里藍 サントリーレディスオープン」に於いて首位と1打差の2位タイで最終日をスタートし、フロントナインで単独トップに立つと終盤にバーディーを2つ奪って突き放し、最終18番ホールもバーディーで締めて67をマークして通算12アンダーでホールアウト、終盤の猛追で2位に入った山下美夢有に2打差をつけ3年ぶりのツアー優勝を手にした。この勝利で初のLPGAメジャー大会の「AIG全英女子オープン」の出場権を獲得した。

## 人物
- 男子プロバスケットボール選手の川島聖那は再従兄弟に当たる[26]。

## 主な成績

### アマチュア
※優勝した試合のみ
- 熊日トーナメント（ジュニア女子の部）
  - 2013年[5]
  - 2014年[27]
  - 2015年[28]
- 熊本県民アマチュアゴルフ選手権（ジュニア女子の部）
  - 2013年[29]
  - 2014年[30]
  - 2016年[31]
- 九州ジュニアゴルフ選手権（女子の部15～17歳）
  - 2015年[32]
  - 2016年[33]

### プロ

#### ツアー優勝

##### JLPGAツアー (3)
| No. | Date          | Tournament                                          | スコア                | 2位との差  | 2位（タイ）    |
| --- | ------------- | --------------------------------------------------- | --------------------- | ---------- | -------------- |
| 1   | 2018年8月19日 | CATレディースゴルフトーナメント                     | −10 (70-66-73=209)    | 2打差      | 森田遥         |
| 2   | 2021年5月16日 | ほけんの窓口レディース                              | −9 (67-68=135)        | プレーオフ | ささきしょうこ |
| 3   | 2024年6月9日  | 宮里藍 サントリーレディスオープンゴルフトーナメント | −12 (65-73-71-67=276) | 2打差      | 山下美夢有     |